# 蕭大才
蕭大才（1541年—？年），字允成，號左溪，山東省東昌府堂邑縣人，明朝政治人物。

## 生平
由縣學生中式隆慶四年（1570年）庚午科山東鄉試第四十四名舉人，萬曆二年（1574年）甲戌科會試中式第一百十四名，第三甲第一百九十一名進士。官山西洪洞县知县，再补湖广襄陵县知县，擢户部主事。

## 家族
曾祖蕭賜，祖蕭欽，父蕭伸，母劉氏。嚴侍下。